# Хав'єр де Педро
Хав'єр де Педро (ісп. Javier de Pedro, нар. 4 серпня 1973, Логроньйо) — колишній іспанський футболіст, що грав на позиції півзахисника.
Більшу частину кар'єри провів за рідний «Реал Сосьєдад», а також національну збірну Іспанії.

## Клубна кар'єра
Вихованець клубу «Реал Сосьєдад». У 1992 році він почав виступати за другу команду сан-себастьянців — «Реал Сосьєдад Б», а 7 листопада 1993 зіграв перший матч за основну команду. Відіграв за клуб із Сан-Себастьяна наступні одинадцять сезонів своєї ігрової кар'єри. Більшість часу, проведеного у складі «Реал Сосьєдада», був основним гравцем команди. Разом з баскською командою він завоював срібло Прімери у сезоні 2002/03.
Влітку 2004 року перейшов в англійський «Блекберн Роверз», але в Прем'єр-лізі закріпитись так і не зміг. 31 січня 2005 року був розірваний його контракт з англійським клубом і гравець на правах вільного агента перейшов в італійську «Перуджу», за яку до кінця сезону провів лише 5 матчів у Серії Б. 
Влітку 2005 року перейшов в шведський «Гетеборг», куди його запросив колишній партер по «Сосьєдаду» Гокан Мільд, однак незабаром іспанець покинув клуб з особистих причин. 
У 2006 році зіграв кілька товариських матчів за грецький «Ерготеліс», але офіційних матчів не зіграв. 
У 2007 році виступав за «Бургос» у іспанській Сегунді Б. Після цього де Педро разом з екс-одноклубник Агустіном Арансабалем виступав за аматорський клуб «Вера Пуерто де ла Крус», після чого оголосив про завершення кар'єри і бажання отримати тренерську ліцензію.

## Виступи за збірні
Протягом 1994—1996 років залучався до складу молодіжної збірної Іспанії. Грав на молодіжному чемпіонаті Європи 1996 року, де іспанці у фінальній зустрічі поступились в серії пенальті італійцям. На молодіжному рівні зіграв у 4 офіційних матчах.
23 вересня 1998 року дебютував в офіційних матчах у складі національної збірної Іспанії  у товариській грі проти збірної Росії (1:0). 
У складі збірної був учасником чемпіонату світу 2002 року в Японії і Південній Кореї, на якому зіграв у 4 матчах.
Протягом кар'єри у національній команді, яка тривала 6 років, провів у формі головної команди країни лише 12 матчів, забивши 2 голи. Також виступав за невизнану ФІФА та УЄФА збірну Країни Басків, у складі якої провів 7 матчів і забив 3 голи.

## Статистика
| Чемпіонат | Чемпіонат         | Чемпіонат          | Ліга | Ліга |
| Сезон     | Клуб              | Ліга               | Ігри | Голи |
| Іспанія   | Іспанія           | Іспанія            | Ліга | Ліга |
| --------- | ----------------- | ------------------ | ---- | ---- |
| 1993-94   | «Реал Сосьєдад»   | Ла Ліга            | 14   | 0    |
| 1994-95   | «Реал Сосьєдад»   | Ла Ліга            | 29   | 3    |
| 1995-96   | «Реал Сосьєдад»   | Ла Ліга            | 38   | 5    |
| 1996-97   | «Реал Сосьєдад»   | Ла Ліга            | 37   | 7    |
| 1997-98   | «Реал Сосьєдад»   | Ла Ліга            | 30   | 5    |
| 1998-99   | «Реал Сосьєдад»   | Ла Ліга            | 27   | 6    |
| 1999-00   | «Реал Сосьєдад»   | Ла Ліга            | 27   | 3    |
| 2000-01   | «Реал Сосьєдад»   | Ла Ліга            | 30   | 5    |
| 2001-02   | «Реал Сосьєдад»   | Ла Ліга            | 30   | 3    |
| 2002-03   | «Реал Сосьєдад»   | Ла Ліга            | 28   | 6    |
| 2003-04   | «Реал Сосьєдад»   | Ла Ліга            | 13   | 1    |
| Англія    | Англія            | Англія             | Ліга | Ліга |
| 2004-05   | «Блекберн Роверз» | Прем'єр-ліга       | 2    | 0    |
| Італія    | Італія            | Італія             | Ліга | Ліга |
| 2004-05   | «Перуджа»         | Серія B            | 5    | 0    |
| Греція    | Греція            | Греція             | Ліга | Ліга |
| 2005-06   | «Ерготеліс»       | Бета Етнікі        | 0    | 0    |
| Швеція    | Швеція            | Швеція             | Ліга | Ліга |
| 2006      | «Гетеборг»        | Аллсвенскан        | 0    | 0    |
| Іспанія   | Іспанія           | Іспанія            | Ліга | Ліга |
| 2006-07   | «Бургос»          | Сегунда Дивізіон Б | 5    | 0    |
| 2007-08   | «Вера»            | Терсера Дивізіон   | ?    | ?    |
| Країна    | Іспанія           | Іспанія            | 308  | 44   |
| Країна    | Англія            | Англія             | 2    | 0    |
| Країна    | Італія            | Італія             | 5    | 0    |
| Країна    | Греція            | Греція             | 0    | 0    |
| Країна    | Швеція            | Швеція             | 0    | 0    |
| Всього    | Всього            | Всього             | 315  | 44   |

| Збірна Іспанії | Збірна Іспанії | Збірна Іспанії |
| Роки           | Ігри           | Голи           |
| -------------- | -------------- | -------------- |
| 1998           | 3              | 1              |
| 1999           | 0              | 0              |
| 2000           | 0              | 0              |
| 2001           | 0              | 0              |
| 2002           | 6              | 0              |
| 2003           | 3              | 1              |
| Всього         | 12             | 2              |